# Regió intermèdia
La regió intermèdia és un model geopolític establert, proposat durant la dècada de 1970 per l'historiador grec Dimitri Kitsikis, professor a la Universitat d'Ottawa al Canadà. Segons aquest model, el continent eurasiàtic està compost de tres regions; a més de l'Europa occidental i l'Extrem Orient, una tercera regió anomenada "regió intermèdia" situada entre aquestes constitueix una civilització separada. Cobreix, aproximadament, la zona de l'Europa Oriental, l'Orient Mitjà i l'Àfrica del Nord. El terme està reconegut per la comunitat científica.

## Descripció

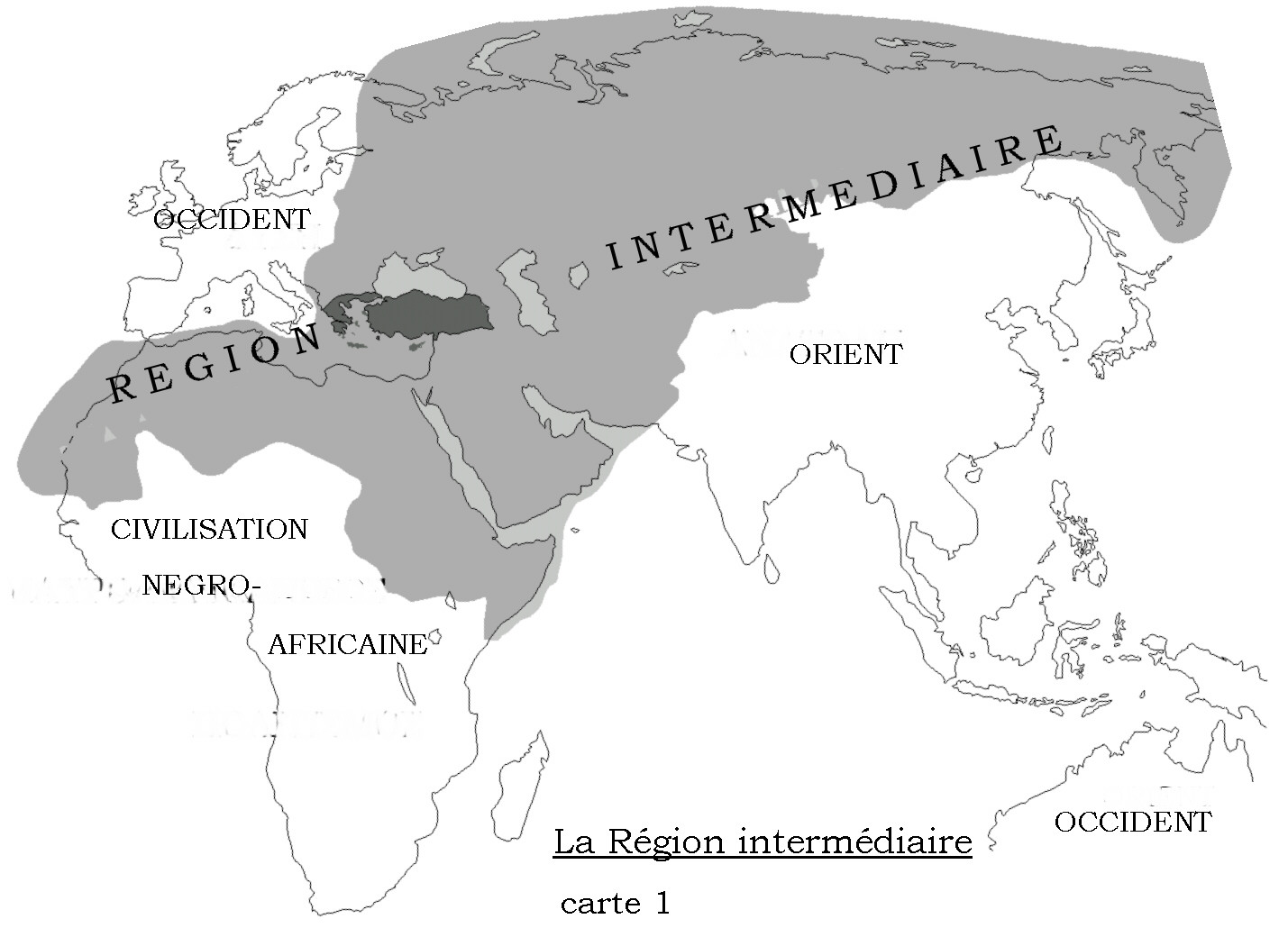
La regió intermèdia

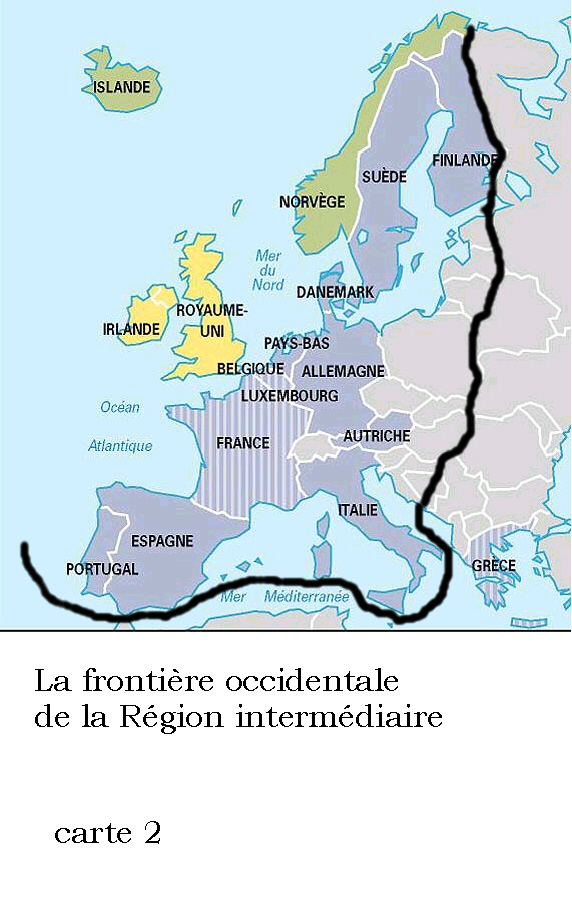
La frontera occidental de la regió intermèdia.

Les terres entre el mar Adriàtic i el riu Indus formen la regió intermèdia, i es consideren un pont entre la civilització occidental i l'oriental. Aquesta àmplia zona s'estén des de la meitat oriental d'Europa fins a la meitat occidental d'Àsia. La seva rellevància rau en el fet que no hi ha ni una Europa ni una Àsia uniformes; Europa i Àsia són regions geogràfiques més que civilitzacions.
Demogràficament, les religions predominants són el Cristianisme ortodox, el Sunnisme i el Xiisme, amb l'Alevisme i el judaisme amb un pes menor. En canvi, el Catolicisme i el Protestantisme dominen a l'Oest, i l'Hinduisme i el Budisme l'est.
Durant 2500 anys, la regió intermèdia havia estat dominada per un imperi ecumènic amb centre als Estrets turcs i al mar Egeu. Era fonamentalment el mateix imperi al llarg de la història, i els seus líders successius van intentar unificar-ne els pobles respectius. De l'Imperi Persa de Darios el Gran, va passar a mans d'Alexandre el Gran, que va portar a l'Imperi Romà Hel·lenístic, a l'Imperi Romà d'Orient i finalment a l'Imperi Otomà Sunnita fins al 1923-1924, tot i que originalment la dinastia otomana era alevi. Aquest és el motiu perquè els geníssers van seguir el bektaixisme. Aquest Imperi Central havien sofert intents d'altres imperis de prendre la successió, situats a la seva perifèria, el Califat, l'Imperi Persa i l'Imperi Rus (fins al 1917).
La dinàmica entre l'imperi central i els imperis i els imperis perifèrics constitueix un conflicte intern a la regió intermèdia. Cadascun dels pobles principals d'aquesta àrea va tenir dificultats per controlar el centre d'influència, això és, Bizanci-Constantinoble-Istanbul, que va seguir sent l'indisputable punt focal durant gairebé 2000 anys. Els àrabs, durant el segle xviii, i els russos, el segle xx, gairebé ho van aconseguir però no van aconseguir controlar l'imperi ecumènic. La intervenció occidental, des del segle xviii, es considera un conflicte extern, que no només va intentar succeir sinó també destruir l'imperi ecumènic, desmembrar-lo (balcanització), i occidentalitzar-lo.
Kitsikis conclou que "a causa d'esdeveniments històrics al llarg de milers d'anys, el continent eurasiàtic, del qual Europa és una de les seves penínsules, comprèn tres àrees de civilitzacions: a) l'Oest, que avui inclou els Estats Units, el Canadà, Austràlia i Nova Zelanda, a més d'Europa occidental; b) l'Est o "Extrem Orient", que inclou les penínsules d'Índia, el Sud-est asiàtic (amb Indonèsia) i Xina (amb Corea i el Japó); c) la regió intermèdia, que es troba tant a l'Est com a l'Oest."